# Sularupsvogel
De sularupsvogel (Edolisoma sula synoniem: Coracina sula) is een vogel uit de familie van de rupsvogels. 

## Verspreiding en leefgebied
Het is een endemische vogel op de eilanden van de Soela-groep in Indonesië. De sularupsvogel is een algemeen voorkomende vogel in het laagland van het eiland Taliabu, maar minder algemeen in het heuvelland. 

## Status
Deze rupsvogel heeft een betrekkelijk groot verspreidingsgebied en daardoor is de kans op uitsterven gering. De grootte van de populatie is niet gekwantificeerd, maar er is geen aanleiding te veronderstellen dat de soort in aantal achteruit gaat. Om deze redenen staat deze rupsvogel als niet bedreigd op de Rode Lijst van de IUCN.